# Entomacrodus niuafoouensis
Entomacrodus niuafoouensis és una espècie de peix de la família dels blènnids i de l'ordre dels perciformes.

## Morfologia
- Els mascles poden assolir 12 cm de longitud total.[4][5]

## Reproducció
És ovípar.

## Hàbitat
És un peix marí de clima tropical i associat als esculls de corall.

## Distribució geogràfica
Es troba des de les Comores fins a l'Illa de Pasqua, les Ryukyu, les Illes Kermadec i les Illes Mariannes (Micronèsia).